# Нагарејама
Нагарејама (јап. 流山市) град је у Јапану у префектури Чиба. Према попису становништва из 2005. у граду је живело 152.641 становника.

## Становништво
Према подацима са пописа, у граду је 2005. године живело 152.641 становника.
| 1995.   | 2000.   | 2005.   |
| ------- | ------- | ------- |
| 146.245 | 150.527 | 152.641 |